# 吴小街镇
吴小街镇，是中华人民共和国安徽省蚌埠市淮上区下辖的一个乡镇级行政单位。

## 行政区划
吴小街镇下辖以下地区：
滨河村、淮上村、西门渡村、九台村、吴小街村、吴大台村、太平村和八大集村。